# Rychlebský hrad
Rychlebský hrad (též Rychleby, německy Reichenstein) je moderní název zříceniny hradu neznámého jména a neznámých zakladatelů a majitelů v katastru města Javorník v Olomouckém kraji odvozený od jména Rychlebských hor, v nichž leží. Od roku 1964 je chráněn jako kulturní památka.

## Historie
Archeologické nálezy počátky hradu spolehlivě datují do závěru 13., případně počátku 14. století. Je prokazatelné, že z hospodářských a zejména bezpečnostních důvodů byl postupně rozšiřován.
Na základě četných archeologických nálezů válečné povahy (použité zbraně, hroty šípů apod.) a stop po ohni se usuzuje, že hrad zanikl naráz v souvislosti s náhlým násilným přepadem spojeným s ničivým požárem celého objektu, a to buď ještě ve 14. století, nebo za husitských válek – v tom případě by nejpravděpodobnějším datem zániku bylo jaro 1428, kdy husité v rámci výpravy proti vratislavskému biskupovi Konrádu IV. Olešnickému obsadili hrad Javorník.
Hrad pak zůstal v rozvalinách. Na počátku 20. století se stal předmětem vlastivědného zájmu a roku 1910 byly podniknuty některé konzervačně-rekonstrukční práce (postavena vyhlídka).

## Stavební podoba
Byl vybudován vysoko nad levým břehem Račího potoka na skalnatém, ke korytu vodoteče vysunutém a příkře dolů spadajícím výběžku Přilbového vrchu ve výšce asi 425 metrů nad mořem. Naproti němu se na opačném břehu Račího potoka nacházejí pozůstatky tzv. Pustého zámku, původně zřejmě dřevěné konstrukce projevující se v současnosti jen pozůstatky terénní úpravy. Jeho vztah k Rychlebskému hradu prozatím není možné určit.
Půdorysné schéma jádra (první stavební fáze) hradu – oválná hradba o rozměrech 41 × 27,5 m, mohutný bergfrít uvnitř opevnění (průměr 10,25 m) a podsklepený palác chráněný hradbou – vykazuje stejné rysy jako hrady zbudované loupeživým rodem Wüstehube (Frýdberk, Kolštejn, možná i Kaltenštejn). Hrad byl z jihovýchodu chráněn prudkým svahem, z ostatních stran obehnán vylámaným příkopem a valem. Přístup vedl od severovýchodu, původně zřejmě brankou přímo pod bergfrítem. V dalších fázích bylo kolem jádra postaveno parkánové opevnění, zejména ze strany vstupu, kde byly vybudovány brána s padacím mostem a ochranná čtvercová věž. V pozdější fázi vznikly zřejmě též dvě budovy na vnější straně hradby naproti budově paláce na jižní straně.